# Pans labyrint
Pans Labyrint (original titel: El Laberinto del Fauno) er en Oscar-vindende spansk drama–eventyrfilm skrevet og instrueret af mexicanske filminstruktør Guillermo del Toro. Filmen er en international co-produktionsfilm mellem Spanien og Mexico. Filmen blev Oscar-nomineret for bedste udenlandske film og vandt BAFTA-prisen i samme kategori.

## Handling
Filmen foregår i fascistiske Spanien i 1944, hvor den 11-årige Ofelia (Ivana Baquero) blander virkelige begivenheder med en fantasiverden, der skal forestilles som værende ægte. 

## Medvirkende
- Ivana Baquero - (Ofelia)
- Sergi López - (Vidal)
- Maribel Verdú - (Mercedes)
- Doug Jones - (Fauno / Pale Man)
- Ariadna Gil - (Carmen)
- Álex Angulo - (Doctor)
- Manolo Solo - (Garcés)
- César Vea - (Serrano)
- Roger Casamajor - (Pedro)
- Ivan Massagué - (El Tarta)
- Gonzalo Uriarte - (Francés)
- Eusebio Lázaro - (Padre)
- Francisco Vidal - (Sacerdote (som Paco Vidal)
- Juanjo Cucalón - (Alcalde)
- Lina Mira - (Esposa del alcalde)